# (2331) Parvulesco
(2331) Parvulesco (1936 EA) – planetoida z pasa głównego asteroid okrążająca Słońce w ciągu 3,78 lat w średniej odległości 2,43 au. Odkryta 12 marca 1936 roku.